# Jacques Benoit-Gonnin
Jacques Benoit-Gonnin, né le 24 juin 1952 à Thoiry, est un prélat catholique français, évêque de Beauvais, Noyon et Senlis depuis 2010.

## Biographie

### Jeunesse
Jacques Benoit-Gonnin est né le 24 juin 1952 à Thoiry.

### Formation
Après ses études secondaires, Jacques Benoit-Gonnin obtient une licence de droit public ainsi qu'un diplôme de l’administration publique de l’Institut régional d’administration, à Lyon. Il entame une carrière administrative en qualité d'attaché au sein du bureau des études financières et fiscales de la direction de la construction du ministère chargé du logement à Paris.Il est également titulaire de deux licences, l’une en théologie et l’autre en droit canonique dont le sujet portait sur l'exercice du pouvoir de gouvernement dans l'Église Catholique et le principe de subsidiarité. Il obtient une habilitation au doctorat en droit canonique avec un mémoire sur les voies non contentieuses de résolution des conflits dans l'Église catholique latine.

## Ministères

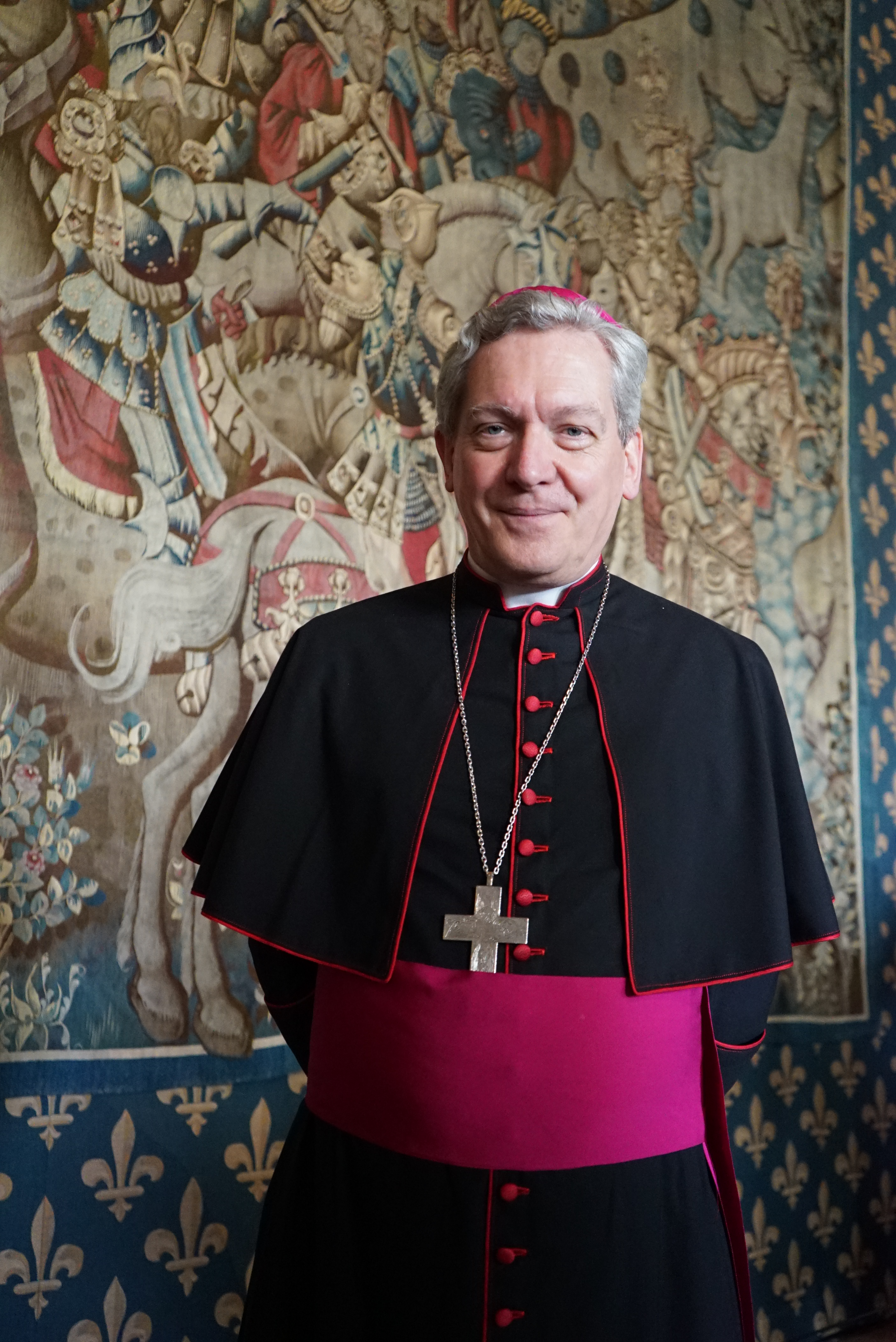
Lors des fêtes de Jeanne d'Arc en 2016.

Membre de la Communauté de l'Emmanuel, il est ordonné le 29 juin 1985 pour l'archidiocèse de Paris. Tout d'abord aumônier au lycée Fénelon Sainte-Marie tout en poursuivant une mission d'étude, il est nommé en 1989 vicaire à la paroisse de la Sainte-Trinité et est chargé de l'accompagnement des séminaristes de l'Emmanuel.
En 1991, Jean-Marie Lustiger le nomme directeur à la maison Saint-Augustin (Père spirituel et présent dans l'équipe d'animation). En parallèle il devient adjoint du responsable des séminaristes de l'Emmanuel, puis responsable lui-même en 1994.
En 1995, Jacques Benoit-Gonnin devient responsable des clercs (prêtres et diacres) et des séminaristes de la communauté de l’Emmanuel, poste qu'il occupe jusqu'à sa nomination en 2002 comme curé de la paroisse de la Sainte-Trinité, première paroisse confiée à la Communauté de l'Emmanuel, et chapelain de Sainte-Rita. Dans cette paroisse Dominique Rey,  évêque de Fréjus-Toulon, a été curé de 1995 à 2000.
Le 18 mars 2010, le pape Benoît XVI le nomme évêque de Beauvais, Noyon et Senlis. Sa consécration épiscopale a lieu le 2 mai 2010, le cardinal André Vingt-Trois étant le consécrateur principal, assisté de Thierry Jordan, archevêque de Reims et Jean-Paul James, son prédécesseur et nouvel évêque de Nantes.
Il a été membre du Conseil pour les relations interreligieuses et les nouveaux courants religieux. Au 1er juillet 2017, il devient membre du Conseil pour l'enseignement catholique.
En 2013, il fusionne les journaux de son diocèse pour fonder le journal Missio.
Le dimanche 11 février 2018 en la fête de Notre-Dame-de-Lourdes, il déclare officiellement par mandement, la reconnaissance par l'Église catholique de la guérison miraculeuse le 11 juillet 2008, de la sœur Bernadette Moriau atteinte alors du syndrome de la queue de cheval. Cette reconnaissance constitue le 70e miracle reconnu par l'Église à Lourdes.

## Affaire Roger Matassoli
Lors de son arrivée en  2010 à Beauvais, Jacques Benoit-Gonnin reçoit des signalements de pédophilie par une victime alléguée du prêtre Roger Matassoli pour des faits d'agressions sexuelles en 1962. L'évêque ne prévient pas la justice en justifiant : « Dans les années 2010-2011, la pratique pour les évêques était de dire si les faits sont prescrits ou non, là ils l’étaient. On ne le ferait plus maintenant ». Il rajoute « En plus, je n'ai le témoignage que de cette victime qui ne veut pas porter plainte (...) Et puis j'ai l'abbé Matassoli qui m'explique que c'est la seule, je le crois ». En juillet 2018, Jacques Benoit-Gonnin apprend qu'une plainte a été déposée et décide de lui retirer ses fonctions en déclarant « S'il y a une deuxième victime, c’est qu'il peut y en avoir d’autres. Je suis alors très contrarié. C’est à partir de là que je lui retire tous ses ministères car je ne peux plus le croire ». Plusieurs victimes se signalent, une enquête canonique est demandée par Rome, mais elle n'est pas menée à son terme. Jacques Benoit-Gonnin reconnait son inaction : « J’ai mis beaucoup de temps à écrire. Jusqu'au moment de la mort de l’abbé, je n'avais toujours rien envoyé à Rome. ».  En novembre 2019, le prêtre Roger Matassoli est retrouvé assassiné dans sa maison dans l'Oise, une croix enfoncée dans la gorge. Le meurtrier du prêtre est une de ses victimes alléguées,.
En octobre 2021, peu avant la publication du rapport Sauvé sur les abus sexuels dans l’Église, Jacques Benoit-Gonnin, évêque de Beauvais, Noyon et Senlis (Oise), envoie une lettre d’excuses datée du 1er octobre à une vingtaine de victimes de son diocèse, dont celles du père Roger Matassoli, assassiné en 2019 par un jeune qu’il avait agressé.

## Affaire Benoît Moulay
Alors chargé de l'accompagnement des séminaristes de la communauté de l'Emmanuel, Jacques Benoit-Gonnin admet à la prêtrise Benoît Moulay en 1997 en allant contre les avis négatifs unanimes du conseil de Nantes. Benoît Moulay est renvoyé de l'église en 2023 pour abus sexuels et abus de pouvoir.

#### Ouvrages collectifs
- « Dialogue entre catholiques de sensibilités différentes » dans Dialogue interreligieux, quel avenir ? de Pierre Diarra et Michel Younès, Publications chemin de dialogue, 2017
- « Avant-propos » et « Jeanne d'Arc, aujourd'hui » dans Jeanne d'Arc dans l'Oise, sous la direction de Julien Serey, Éditions des Célestins, 2021.